# UGC 10491
Arp 125 = UGC 10491 ist ein interagierendes Galaxienpaar im Sternbild Herkules, die etwa 370 Mio. Lj von der Milchstraße entfernt ist. Halton Arp gliederte seinen Katalog ungewöhnlicher Galaxien nach rein morphologischen Kriterien in Gruppen. Diese Galaxie gehört zu der Klasse Elliptischer Galaxien nahe bei Spiralgalaxien und diese störend (Arp-Katalog).